# Cour supérieure d'arbitrage (France)
En France, la Cour supérieure d'arbitrage est définie par l'article L2524-7 du code du travail. Son rôle est de juger « des recours pour excès de pouvoir ou violation de la loi formés par les parties contre les sentences arbitrales ». Elle siège au sein du conseil d'Etat, dont la plupart de ses membres sont issus.

## Histoire
Après les grèves de mai et juin 1936, le Front Populaire veut reprendre la main sur les conflits sociaux et l'application des accords de Matignon. La loi du 31 décembre 1936 dispose ainsi que « les différends collectifs doivent être soumis aux procédures de conciliation et d'arbitrage avant toute grève ou tout lockout ».
Dans le même esprit, la Cour supérieure d'arbitrage est créée par la loi du 4 mars 1938 portant sur les procédures de conciliation et d'arbitrage.
La procédure est détaillée par le décret du 12 novembre 1938. La Cour est alors « compétente pour statuer sur les recours formés en incompétence, excès de pouvoir ou violation de la loi, contre les décisions des "arbitres" ayant statué dans des conflits collectifs ». Elle juge alors entre huit cent et mille cent  affaires de mai 1938 à août 1939, et fixe la jurisprudence sur des sujets liés aux salaires ou encore les conventions collectives. Paul Grunebaum-Ballin préside la Cour, qui compte Pierre Laroque et Jean-Pierre Ingrand parmi ses membres. La Cour a aussi des représentants patronaux et ouvriers.
Cette même année, le déclenchement de la Seconde Guerre mondiale va avoir raison de la Cour supérieure d'arbitrage, suspendue par trois décrets entre septembre et novembre.
Le chapitre IV de la loi du 11 février 1950 rétablit la Cour, mais rend l'arbitrage facultatif. De 1950 à 2016, la Cour a été saisie de 56 recours.

## Composition et fonctionnement
Le fonctionnement de la cour est actuellement régi par l'article L2524 du code du travail datant du 1er mai 2008.
L'article L2524-8 détaille sa composition:
« La cour supérieure d'arbitrage est présidée par le vice-président du Conseil d'Etat ou par un président de section au Conseil d'Etat en activité ou honoraire, président.
Elle est composée de manière paritaire de quatre conseillers d'Etat en activité ou honoraires et de quatre hauts magistrats de l'ordre judiciaire en activité ou honoraires. »
Les membres sont nommés par décret pour trois ans, avec un nombre identique de suppléants. Le quorum est fixé à cinq membres, sept en cas de sentence sans recours possible (article L2524-9).